# Dicranomyia myersi
Dicranomyia myersi là một loài ruồi trong họ Limoniidae. Chúng phân bố ở miền Australasia.